# Michael Barry (producteur)
Pour les articles homonymes, voir Michael Barry et Barry.
Michael Barry (1910–1988) est un producteur de télévision, qui fut l'un des pionniers de la télévision britannique.

## Biographie
Né le 15 mai 1910 et mort en juin 1988 à Brighton, Michael Barry est un pionnier de la télévision en Angleterre. En 1952, il devient, pour une dizaine d'années, le haut responsable des dramatiques de la BBC.
Ses souvenirs d'homme de télévision, From the Palace to the Grove, sont édités en 1992.
Il a commencé à produire des adaptations pour le petit écran en 1938. La première, le 17 avril, est The Marvellous History of St. Bernard. Le 22 mai de la même année il produit la première version télévisée (55 min) des nombreuses adaptations du célèbre roman de Jane Austen, Orgueil et Préjugés. Il en est aussi le scénariste. La production d'émissions pour la télévision étant interrompue pendant la guerre, il produit le 11 juin 1946  la première dramatique d'après la guerre, une adaptation du roman de Vercors, Le Silence de la mer. À cette époque il n'y avait que 1343 postes de télévisions recensés.
Parmi ses productions (36 jusqu'en 1965) on peut citer l'adaptation pour le petit écran, diffusée le 23 mai 1948, du roman de Jane Austen Emma, sur un scénario de Judy Campbell, qui joua aussi le rôle principal.
En décembre 1954 il produit 1984, un téléfilm de Rudolph Cartier, sur un scénario de Nigel Kneale, d'après le roman de George Orwell, avec Peter Cushing dans le rôle principal, celui de Winston Smith. Cette adaptation, jouée en direct le dimanche 12 décembre, fit grand bruit et entraîna de vives réactions jusqu'au Parlement. Une deuxième édition, le 16 décembre suivant, est suivie par sept millions de spectateurs et enregistrée, ce qui fait d'elle une des plus anciennes dramatiques de la BBC archivées.